# کامینگتس (شهرستان گروجیسک ویلکوپولسکی)
کامینگتس (به لهستانی:  Kamieniec) یک روستا در لهستان است که در گمینا کامینگتس واقع شده‌است.
 کامینگتس  ۱٬۰۹۸ نفر جمعیت دارد.